# Johnny Hoogerland
Johnny Hoogerland (ur. 13 maja 1983 w Yerseke) – holenderski kolarz szosowy, zawodnik profesjonalnej grupy Team Roompot Oranje Peloton.
Kolarz profesjonalny od 2004 roku. Zwycięzca belgijskiego wyścigu Driedaagse van West-Vlaanderen w 2009 roku. Zdobywca dwóch koszulek Tour de Pologne w 2010 roku - różowej, najlepszego kolarza klasyfikacji górskiej oraz czerwonej, kolarza najaktywniejszego. Podczas Tour de France 2011 po 5. etapie został Liderem klasyfikacji górskiej, następnie stracił koszulkę po 7. etapie, by ponownie ją zdobyć po 9. etapie. Podczas tego etapu brał udział w wypadku, w którym samochód francuskiej telewizji potrącił jego i Juana Antonio Flechę. Hoogerland wpadł na drut kolczasty, lecz mimo wielu ran pojechał dalej, a na mecie odebrał koszulkę dla lidera klasyfikacji górskiej.

## Najważniejsze osiągnięcia
- 2001
  - 1. miejsce w Ronde van Vlaanderen juniorów
- 2004
  - 1. miejsce na 2. etapie Ruban Granitier Breton
- 2007
  - 1. miejsce na 2. etapie Okolo Slovenska
- 2008
  - 1. miejsce w Wanzele Koerse
  - 1. miejsce w Ronde van Limburg
  - 1. miejsce w Ronde van Midden-Brabant
  - 1. miejsce w Tour de Bretagne
  - 1. miejsce w Lus van Roden
- 2009
  - 1. miejsce w Driedaagse van West-Vlaanderen
    - 1. miejsce na 1. etapie

  - 5. miejsce w Giro di Lombardia
  - 8. miejsce w Rund um den Finanzplatz Eschborn-Frankfurt
  - 12. miejsce w Vuelta a España
- 2010
  - 2. miejsce w Grand Prix d'Ouverture La Marseillaise
  -  1. miejsce w klasyfikacji aktywnych Tour de Pologne
  -  1. miejsce w klasyfikacji górskiej Tour de Pologne
  - 1. miejsce w klasyfikacji górskiej Tour of Britain
- 2011
  - 3. miejsce w Étoile de Bessèges
  - 4. miejsce w Brabantse Pijl
- 2012
  - 5. miejsce w Tirreno-Adriático
- 2013
  -  1. miejsce w mistrzostwach Holandii (start wspólny)